# محاولة رقم 7
محاولة رقم 7، مجموعة شعرية من مؤلفات الشاعر العربي الفلسطيني محمود درويش، صدرت في عام 1973، عن دار الآداب في بيروت، لبنان.